# Ghaath

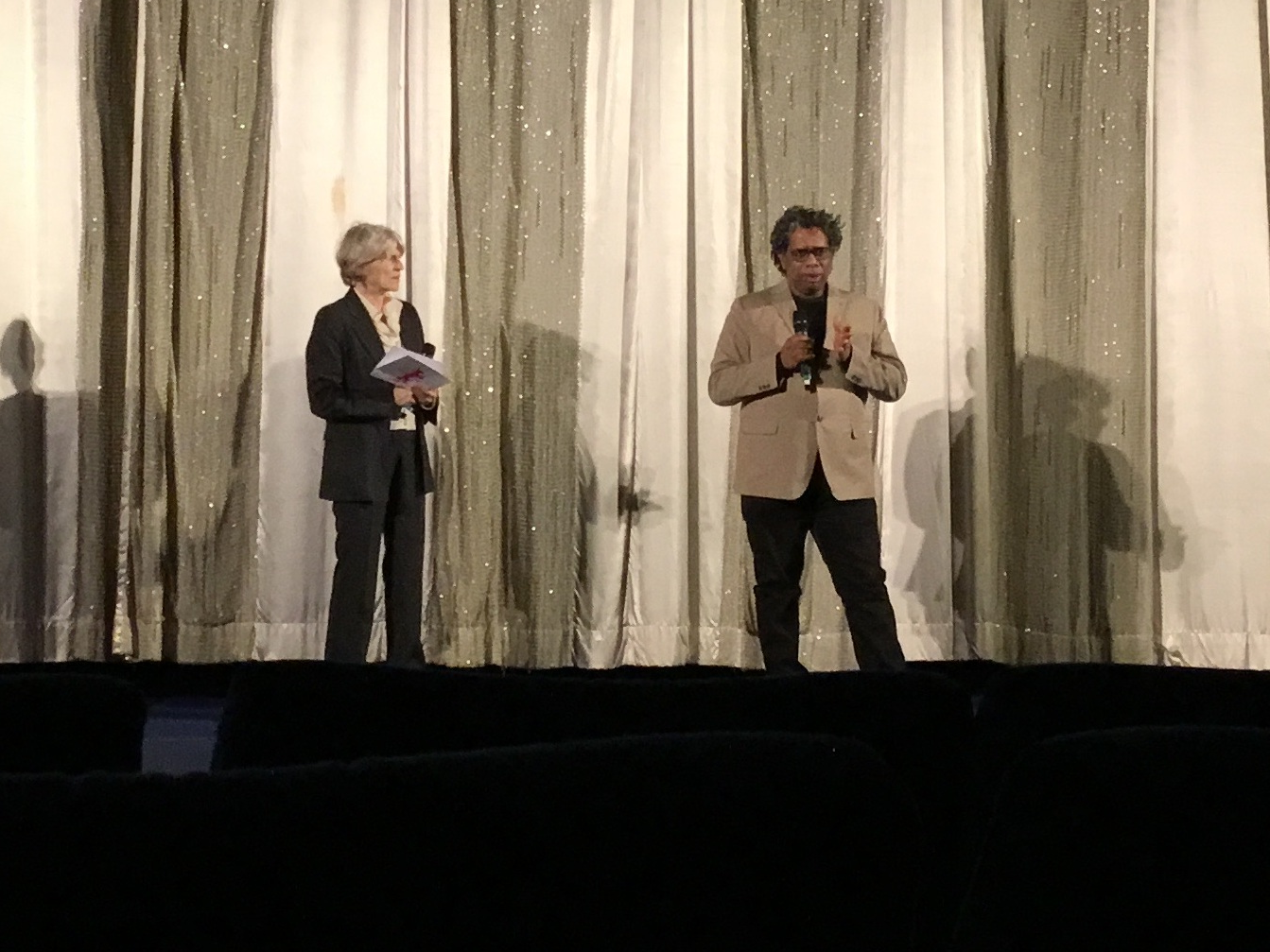
Regisseur Ninawe bei der Berlinale

Ghaath (internationaler Titel Ambush) ist ein indischer Film von Chhatrapal Ninawe. Die Premiere des Films war am 22. Februar 2023 in der Sektion „Panorama“ der Berlinale.

## Handlung
Vor 50 Jahren begann der Bürgerkrieg zwischen der indischen Zentralregierung und den Naxaliten. Seither hat der Konflikt in abgelegenen Dschungelregionen ein Eigenleben entwickelt. Der Alltag ist von beständiger Todesnähe und Gewalt geprägt. Ghaath zeigt die aktuelle Situation an einem der Kriegsschauplätze aus drei verschiedenen Perspektiven: der eines versoffenen Polizisten, der eines Informanten und der eines zermürbten Guerillas. Für die Dorfbewohner kann jeder Weg ins Nachbardorf oder ein unbedachter Satz lebensbedrohlich werden.

## Produktion
Der indigene Filmemacher Chhatrapal Ninawe wurde 1980 in Nagpur, Indien geboren. Er gehört zu einer Untergruppe des Halba-Stammes in Zentralindien. 2022 war Ninawe Teil der Berlinale Talents. Ghaath ist sein Spielfilmdebüt, das den Work In Progress Lab Award beim NFDC Film Bazaar 2020 gewann. Seine vorherigen Kurzfilme A Cheque of Death (2007) und Dvanda (2009) thematisieren soziale Fragen in der indischen Gesellschaft.
Der Film wurde ursprünglich für die Berlinale 2021 ausgewählt, jedoch wegen rechtlicher Bedenken vom Festival ausgeschlossen, außerdem von anderen Festivals verbannt. 2023 konnten die Bedenken schließlich ausgeräumt werden, sodass der Film gezeigt werden konnte.

## Rezeption
Auf der Berlinale-Seite heißt es, Ninawe verlasse sich „bei der Darstellung dieser malträtierten Region in Zentralindien auf seine Bilder und entführt die Zuschauer in eine fast hypnotische Atmosphäre, die die Sinne schärft – und das Bewusstsein“. Der Film sei ein „schonungsloses Psychogramm des langwierigen und rücksichtslos wütenden Bürgerkriegs“.

## Auszeichnungen
In der Sektion „Panorama“ der Berlinale ist der Film in der Auswahl für die Filmpreise der unabhängigen Jurys, unter anderem für den Preis der Ökumenischen Jury und den FIPRESCI-Preis. Darüber hinaus wird der Panorama-Publikumspreis vergeben. Als Debütfilm ist Ghaath zudem in der Auswahl für den GWFF Preis Bester Erstlingsfilm.